# Kaliumnitraat
Kaliumnitraat (KNO3), ook wel (kali)salpeter genoemd, is het kaliumzout van salpeterzuur. De stof komt voor als een kleurloos tot wit kristallijn poeder, dat goed oplosbaar is in water. Derhalve wordt het in de natuur in zuivere vorm niet in grote hoeveelheden aangetroffen.

## Synthese
Er zijn zeer veel methoden om kaliumnitraat te bereiden:
- Reactie van kalium met salpeterzuur:

{\displaystyle {\ce {2K + 2HNO3 -> 2KNO3 + H2}}}
- Reactie van kaliumchloride met natriumnitraat:

{\displaystyle {\ce {KCl + NaNO3 -> KNO3 + NaCl}}}
- Reactie van kaliumchloride met ammoniumnitraat:

{\displaystyle {\ce {KCl + NH4NO3 -> 2KNO3 + NH4Cl}}}
- Reactie van kaliumcarbonaat met salpeterzuur:

{\displaystyle {\ce {K2CO3 + 2HNO3 -> 2KNO3 + H2O + CO2}}}
- Reactie van kaliumcarbonaat met ammoniumnitraat:

{\displaystyle {\ce {K2CO3 + 2NH4NO3 -> 2KNO3 + (NH4)2CO3}}}
- Reactie van kaliumhydroxide met distikstofpentaoxide:

{\displaystyle {\ce {2KOH + N2O5 -> 2KNO3 + H2O}}}
- Reactie van kaliumhydroxide met salpeterzuur:

{\displaystyle {\ce {KOH + HNO3 -> KNO3 + H2O}}}
- Reactie van kaliumhydroxide met ammoniumnitraat:

{\displaystyle {\ce {KOH + NH4NO3 -> KNO3 + NH3 + H2O}}}
- Reactie van kaliumoxide met salpeterzuur:

{\displaystyle {\ce {K2O + 2HNO3 -> 2KNO3 + H2O}}}
- Reactie van kaliumjodide met zilvernitraat (zilverjodide slaat neer en kan afgefiltreerd worden):

{\displaystyle {\ce {KI + AgNO3 -> KNO3 + AgI}}}

## Eigenschappen en reacties
Kaliumnitraat is zeer goed oplosbaar in water: bij 0 °C lost in 1 liter water 130 gram kaliumnitraat op. Bij 100 °C is dat reeds 2,455 kilogram. Toch is kaliumnitraat beduidend minder hygroscopisch dan andere nitraten van alkalimetalen.
Bij verhitting ontleedt kaliumnitraat in kaliumnitriet en zuurstofgas:
{\displaystyle {\ce {2KNO3 ->[\Delta T] 2KNO2 + O2}}}

## Toepassingen

### Meststof
Het wordt gebruikt als meststof (bron van stikstof en kalium). Salpeter werd heel lang moeizaam gefabriceerd door het laten rotten van stikstofrijk organisch materiaal (urine, mest) waarbij bacteriën stikstofverbindingen in nitraat omzetten, dat oploste en zich op muren rond de mesthopen door verdamping als een fijn wit poeder afzette. Daar kon het worden afgeschraapt en door omkristallisatie worden gezuiverd. Dit gebeurde bijvoorbeeld in een instelling zoals de Salpêtrière in Parijs. Het daarbij benodigde kaliumcarbonaat werd verkregen uit houtas (potas). Tijdens de Franse revolutionaire en napoleontische oorlogen was de vraag zo groot dat ook as van zeewier gebruikt werd om aan de vraag naar salpeter te kunnen voldoen. Daarbij werd door Bernard Courtois toevallig het element jood ontdekt.
Later stapte men over op een ander product, namelijk natriumnitraat. Natriumnitraat is echter door het ontbreken van kalium niet ideaal als meststof. Daarom werd het vaak eerst omgezet in kaliumnitraat, door middel van een ander kaliumzout zoals kaliumchloride of kaliumcarbonaat. Tegenwoordig worden nitraten (kunstmest) op grote schaal bereid door het onder hoge druk en temperatuur in gasvorm te oxideren vanuit ammoniak met behulp van een katalysator. Hierbij ontstaat salpeterzuur, in een vervolgstap wordt met extra ammoniak ammoniumnitraat gevormd. Ammoniumnitraat is geschikt als meststof wegens de grote abundantie van stikstof in de verbinding.

### Buskruit
Kaliumnitraat wordt verwerkt in buskruit. Kaliumnitraat wordt daartoe gemengd met houtskool en zwavel in de massaverhouding 75/15/10. Natriumnitraat en ammoniumnitraat zijn voor gebruik in buskruit te hygroscopisch.

### Synthese van salpeterzuur
Kaliumnitraat wordt in het laboratorium soms gebruikt om salpeterzuur te bereiden door middel van een reactie met zwavelzuur:
{\displaystyle {\ce {KNO3 + H2SO4 -> HNO3 + KHSO4}}}
Kaliumnitraat wordt op die manier uit zijn zout verdreven: dat wil zeggen dat een geconjugeerde base van een sterk zuur (nitraat) als base optreedt voor een nog sterker zuur (zwavelzuur). Het gevormde salpeterzuur wordt door destillatie onder vacuüm of onder atmosferische druk verwijderd. Dit is echter niet een van de eenvoudigste methoden, omdat de reactieproducten eerst nog gescheiden moeten worden. Het ontstane kaliumwaterstofsulfaat met name is lastig te verwijderen, aangezien de destillatie relatief veel energie kost. Deze methode is dus te duur om te gebruiken op industriële schaal.

### Vuurwerk
Kaliumnitraat is een van de meest gebruikte oxidatoren in vuurwerk, omdat de stof zeer stabiel is, niet reageert met de andere chemicaliën in de sas (zoals zwavel) en in staat is binnen korte tijd veel zuurstof te leveren. Nog een groot voordeel van kaliumnitraat is dat het in tegenstelling tot natriumnitraat of ammoniumnitraat niet hygroscopisch is. Het massapercentage zuurstof bedraagt ongeveer 47,5%, waarvan het ongeveer 33,3% afstaat bij normale reductie.

### Conserveermiddel
Kaliumnitraat wordt al sinds de Middeleeuwen toegepast als conserveermiddel in gezouten vleeswaren. Ook vandaag de dag wordt de stof hiervoor gebruikt, in de EU onder de noemer E252.

## Toxicologie en veiligheid
Kaliumnitraat moet gescheiden worden opgeslagen van sterke reductors, zoals metaalpoeders (aluminium, magnesium en ijzer), en oxideerbare organische verbindingen, zoals houtskool, koolwaterstoffen en suikers zoals glucose, sacharose en dextrine.
Kaliumnitraat is in tegenstelling tot sommige andere nitraten, zoals bariumnitraat , niet extreem giftig of schadelijk, maar inwendig of oraal contact moet zo veel mogelijk worden vermeden.